# Herb Kędzierzyna

Herb Kędzierzyna

Herb Kędzierzyna dzielnicy Kędzierzyna-Koźla – herb stanowi czerwoną tarczę, na której widnieje połowa złotego orła górnośląskich Piastów (według tradycji heraldycznej powinna się jednak znajdować na niebieskim tle) oraz połowę białej kolby laboratoryjnej. Herb już nie jest używany.